# Метью Барлоу
Метью Барлоу (англ. Matthew Barlow; нар. 10 березня 1970) — американський рок-музикант, вокаліст групи Iced Earth в періоди (1995–2003, 2008–2011). З 2003 року є офіцером в Делаверського Департаменті поліції, в званні капрала.

## Дискографія
Iced Earth
- 1995: Burnt Offerings
- 1996: The Dark Saga
- 1997: Days Of Purgatory 2CD
- 1998: Something Wicked This Way Comes
- 1999: Alive In Athens 3CD
- 1999: The Melancholy E.P.
- 2001: Horror Show
- 2002: Tribute To The Gods
- 2008: I Walk Among You CDS
- 2008: The Crucible Of Man: Something Wicked Part 2
- 2011: Festivals Of The Wicked